# Fritz Ermarth
 Fritz Ermarth (* 4. November 1909 in Karlsruhe; † 28. Juli 1948 in Stuttgart) war ein deutscher Jurist, Politikwissenschaftler und erster deutscher Intendant von Radio Stuttgart.

## Leben
Der Sohn der Staatsschauspielerin Melanie Ermath (1881–1948) und Enkel Albert Ermarths wuchs in Karlsruhe auf. Dort legte er im März 1928 am Großherzoglichen Gymnasium, dem heutigen Bismarck-Gymnasium, sein Abitur ab. Ermarth studierte Rechtswissenschaft und Volkswirtschaft, zunächst an der Universität München (bis Frühjahr 1929), dann an der Universität Berlin (bis Sommer 1930) und schließlich an der Universität Heidelberg. Im Oktober 1931 legte er seine erste juristische Prüfung mit Auszeichnung ab. Wenig später, im April 1932, wurde Ermarth mit einer von Gerhard Anschütz betreuten Arbeit zum faschistischen Italien von der Juristischen Fakultät der Universität Heidelberg mit der Note „magna cum laude“ zum Doktor der Rechte (Dr. iur.) promoviert. Neben Anschütz zählten zu Ermarths wichtigsten akademischen Lehrern in Berlin die Staatsrechtslehrer Gerhard Leibholz und Hermann Heller sowie in Heidelberg der Rechtsphilosoph Gustav Radbruch.
Beurlaubt vom Referendariat studierte Ermarth ab September 1932 mit einem Stipendium des Deutschen Akademischen Austauschdienst an der Harvard Law School. Im Juni 1933 wurde er dort, im Alter von 23 Jahren, ein zweites Mal promoviert (S.J.D.), diesmal mit einer völkerrechtlichen Arbeit über die Panamerikanische Union. Nach seiner Rückkehr nach Deutschland konnte Ermarth noch einige Wochen sein Referendariat fortsetzen, ehe er im September 1933 aus dem badischen Staatsdienst entlassen wurde, da er als ehemaliger sozialistischer Studentenführer in Heidelberg und als SPD-Mitglied „nicht die Gewähr dafür bietet, dass er jederzeit rückhaltlos für den nationalen Staat eintreten werde“. Eine für den Mohr Siebeck Verlag vorgesehene Studie wurde wegen seiner Entlassung nicht mehr veröffentlicht. Ermarth gehört wie etwa Georg Schwarzenberger, Otto Kirchheimer, Gerhart Niemeyer, John H. Herz, William Ebenstein oder Leo Gross zur Generation der vertriebenen jungen Wissenschaftler des Öffentlichen Rechts, deren Vertreter wegen ihrer jüdischen Herkunft und/oder politischen Gesinnung im NS-Reich keine akademische Karriere mehr machen konnten.
Im Oktober 1933 emigrierte Ermarth in die USA. Dort war er zunächst als Research Assistant von Carl Joachim Friedrich am Department of Government an der Harvard University tätig, dann, ab Herbst 1934, war er Fellow der Brookings Institution in Washington D.C. Parallel dazu arbeitete Ermarth bis 1937 unter anderem im National Resources Board, das von Präsident Roosevelt zur Umsetzung des New Deal eingerichtet worden ist. Ab Herbst 1936 wirkte er als Instructor for International Affairs an der American University, ehe er an die University of Oklahoma wechselte und dort am Campus in Norman im Bereich Government lehrte. Nach einer Welt- und Studienreise (Sommer 1937 bis Frühjahr 1938) kehrte er nach Norman zurück und wurde er im Sommer 1938 zum Assistant Professor of Government ernannt.
Im Mai 1939 wurde sein Vertrag an der University of Oklahoma nicht verlängert. Hintergrund waren öffentlich vorgetragene Vorwürfe, er unterstütze in seiner Schrift „From East to West“ und in seinen Vorträgen das NS-Regime. Zutreffend ist lediglich, dass er Anhänger der Appeasement-Politik Chamberlains war.
Nach seiner Entlassung in Oklahoma reiste Ermarth im Juni 1939 nach Deutschland, um seine kranke Mutter zu besuchen. Seine Rückkehr in die USA war im September 1939 geplant. Das scheiterte jedoch am Ausbruch des Zweiten Weltkrieges. Anfang 1940 gelang ihm über Ostpreußen, Litauen, Lettland, Russland, die Mandschurei, Korea und Japan dann jedoch die Rückkehr in die USA. Dort angekommen kehrte Ermarth nicht mehr in den institutionalisierten Wissenschaftsbetrieb zurück.
Im Dezember 1940 gründete Ermarth gemeinsam mit Goetz Brief, Hubertus Prinz zu Löwenstein, Wilhelm Sollmann, Kurt von Fritz, Werner Richter, Hans Simons und Ernst Wilhelm Meyer in New York den „German Council for Liberty and Federation“. Ermarth fungierte als Sekretär des Councils. Die Gruppe wollte durch Vorträge, Radio- und Zeitungsbeiträge zum einen auf Alternativen zum Nationalsozialismus hinweisen, zum anderen deutlich machen, dass die Deutschen nicht mit dem NS gleichzusetzen sind. Erfolg hatte der Council nicht. Ermarth selbst wirkte bis 1943 unter dem Pseudonym „Hans Schmidt“ als politischer Publizist, ehe er als Berater der Federation of Tax Administrators (FTA) tätig wurde.
Wenige Tage nach Kriegsende wurde Ermarth im Mai 1945 als Enemy Alien interniert und im Fort Lincoln untergebracht. Im Herbst 1945 kehrte er nach Deutschland zurück, wurde dort erneut festgenommen und in der Festungsanlage Hohenasperg interniert.
Ab Juni 1946 arbeite Ermarth für Radio Stuttgart, zunächst als Politischer Kommentar. Ein Jahr später, am 13. Juni 1947, wurde er zum ersten deutschen Intendanten des Senders ernannt. Am 7. November 1947 trat Ermarth von diesem Amt zurück, nachdem seine Personalvorschläge für den weiteren Ausbau des Senders von den Amerikanern nicht genehmigt wurden.
Danach arbeitete er im Wirtschaftsministerium von Württemberg-Baden unter Hermann Veit. Er war außerdem Sekretär der im April 1948 gegründeten „Arbeitsgemeinschaft für die Deutsche Einheit“. Anliegen der Arbeitsgemeinschaft war die Schaffung eines ungeteilten Deutschlands auf föderaler Grundlage, das Teil der europäischen Gemeinschaft wird. Mitglieder der Arbeitsgemeinschaft waren unter anderem Arnulf Klett, Erich Roßmann sowie Robert Scholl. Der Gruppe nahestanden Dolf Sternberger, Hubertus Prinz zu Löwenstein und Karl Geiler. Die Gruppe hatte mit ihrem Anliegen keinen Erfolg.
In den frühen Morgenstunden des 28. Juli 1948 nahm sich Fritz Ermarth in Stuttgart das Leben. In einem Nachruf des Spiegels vom 31. Juli 1948 wurde Ermarths Tod zynisch kommentiert. Wenige Tage später suizidierte sich auch Ermarths Mutter Melanie. Als dem Spiegel dies zu Kenntnis kam, nahm er das am 7. August 1948 zum Anlass, die Bemerkungen vom 31. Juli als „irrige“ Vermutungen zu bezeichnen und zurückzunehmen. Sohn und Mutter wurden in Karlsruhe beerdigt.
Ermarths zeitlebens engster Freund war Thomas Würtenberger. Er war mit der Historikerin Margret Ermarth (1908–1977), geborene Sittler, Tante des deutsch-amerikanischen Schauspielers Walter Sittler, verheiratet. Das Paar hatte zwei Kinder, den renommierten Geheimdienstler und ehemaligen Vorsitzenden des National Intelligence Council Fritz W. Ermarth (1941–2022) und den Geschichtsprofessor Hans Michael Ermarth (* 1944).

## Werk
Da Fritz Ermarth bereits mit 23 Jahren zweifach promoviert war, mehrere Monographien und zahlreiche wissenschaftliche Aufsätze auf der gesamten Breite des Öffentlichen Rechts veröffentlicht hatte und von herausragenden Vertretern seines Fachs äußerst geschätzt wurde, bezeichnet ihn sein Biograph als das „Wunderkind der Weimarer Staatsrechtslehre“. Ermarths wissenschaftlicher Fokus lag auf der Erforschung von Faschismus und Nationalsozialismus. Seine Studie „The New Germany. National-Socialist Government in Theory and Practice“ (1936) gilt als eine der zeitgenössisch bedeutsamsten Abhandlungen zum Dritten Reich überhaupt. Darin prognostiziert er ausgehend von Beobachtungen des Wirtschaftslebens im NS-Staat einen totalen Krieg: „The totalitarian state in peace time is a preparation for the totalitarian war. Economic planning in the totalitarian state is an effort towards economic preparedness in time of war.“

## Schriften (Auswahl)
- Theorie und Praxis des fascistisch-korporativen Staates, Heidelberg 1932, VII, 126 S.
- Mussolini. Eine verfassungsrechtliche Studie über die Regierung Italiens, Tübingen 1932, 24 S.
- Grundriß des badischen Staats- und Verwaltungsrechts, Mannheim 1932, X, 100 S. Gemeinsam mit Adolf Blum.
- The Pan American Union and Its Legal Character in Municipal and International Law, 1933, 67 S. In deutscher Sprache erschienen als: Die Panamerikanische Union und ihre Rechtsnatur im Völker- und Landesrecht, Berlin 1934, VIII, 60 S.
- Der New Deal. Wirtschaft und Verfassung in U.S.A., Berlin 1936, X, 33 S. Mit einem Vorwort von Karl Geiler.
- The New Germany. National Socialist Government in Theory and Practice, Washington D. C. 1936, XIV, 203 S. Mit einem Vorwort von Ernest S. Griffith.
- Pan America and the Pan American Union, Washington D.C. 1936, 11 S.
- The Totalitarian War, Washington D. C. 1937, 12 S.
- From East to West. A Traveller’s Reflections on Politics and Peoples, Norman 1939, 145 S.
- Volk und Staat. 10 ausgewählte Rundfunkvorträge, Karlsruhe 1947, 119 S.[7]